# Кубок Словаччини з футболу 2008—2009
Кубок Словаччини з футболу 2008–2009 — 16-й розіграш кубкового футбольного турніру в Словаччині. Титул вперше здобув Кошице.

## Календар
| Раунд        | Дата                             | Матчі | Клуби   |
| ------------ | -------------------------------- | ----- | ------- |
| Перший раунд | 5 серпня 2008                    | 18    | 49 → 31 |
| Другий раунд | 16-17 вересня 2008               | 15    | 31 → 16 |
| 1/8 фіналу   | 24 вересня - 29 жовтня 2008      | 8     | 16 → 8  |
| 1/4 фіналу   | 21 жовтня 2008 - 18 березня 2009 | 8     | 8 → 4   |
| 1/2 фіналу   | 22 квітня/5 травня 2009          | 4     | 4 → 2   |
| Фінал        | 20 травня 2009                   | 1     | 2 → 1   |

## Другий раунд
| Команда 1                        | Рахунок      | Команда 2               |
| -------------------------------- | ------------ | ----------------------- |
| 16 вересня 2008                  |              |                         |
| Татран (Ліптовський Мікулаш) (3) | 0:1          | Ружомберок              |
| Нове Место-над-Вагом (3)         | 0:2          | Спартак (Трнава)        |
| ДАК 1904 (Дунайська Стреда)      | 4:2          | Інтер (Братислава) (2)  |
| Тренчинске Станковце (4)         | 0:4          | Слован (Братислава)     |
| Топвар (Топольчани) (3)          | 2:0          | Нітра                   |
| Слован Дусло (Шаля) (2)          | 1:0          | Спартак (Врабле) (3)    |
| Пухов (3)                        | 2:1          | Место (Прєвідза) (2)    |
| Чадця (3)                        | 2:4          | Кошице                  |
| Долни Кубін (3)                  | 1:1 пен. 5:4 | Дукла                   |
| Земплін (Михайлівці) (2)         | 3:1          | Татран (Пряшів)         |
| Єднота (Банова) (3)              | 0:2          | Жиліна                  |
| Лученець (2)                     | 1:1 пен. 5:4 | Шпорт (Подберезова) (2) |
| Одева (Липани) (3)               | 2:1          | Вранов-над-Топльоу (3)  |
| 17 вересня 2008                  |              |                         |
| Реца (3)                         | 0:3          | ВіОн Злате Моравце      |
| Ж'яр-над-Гроном (3)              | 0:2          | Дубниця                 |

## 1/8 фіналу
| Команда 1               | Рахунок      | Команда 2                   |
| ----------------------- | ------------ | --------------------------- |
| 24 вересня 2008         |              |                             |
| Артмедія                | 2:0          | Лученець (2)                |
| 30 вересня 2008         |              |                             |
| Слован Дусло (Шаля) (2) | 1:4          | Ружомберок                  |
| Топвар (Топольчани) (3) | 2:3          | Кошице                      |
| Пухов (3)               | 0:0 пен. 3:4 | ВіОн Злате Моравце          |
| Дубниця                 | 2:0          | Земплін (Михайлівці) (2)    |
| 1 жовтня 2008           |              |                             |
| Одева (Липани) (3)      | 0:1          | ДАК 1904 (Дунайська Стреда) |
| Долни Кубін (3)         | 0:2          | Слован (Братислава)         |
| 29 жовтня 2008          |              |                             |
| Жиліна                  | 1:0          | Спартак (Трнава)            |

## 1/4 фіналу
| Команда 1                  | Заг.         | Команда 2                   | 1-й матч | 2-й матч |
| -------------------------- | ------------ | --------------------------- | -------- | -------- |
| 21 жовтня/4 листопада 2008 |              |                             |          |          |
| Кошице                     | 2:2 пен. 5:3 | ВіОн Злате Моравце          | 1:1      | 1:1      |
| Дубниця                    | 0:3          | Ружомберок                  | 0:1      | 0:2      |
| 22 жовтня/4 листопада 2008 |              |                             |          |          |
| Артмедія                   | 1:1 (ч)      | ДАК 1904 (Дунайська Стреда) | 0:0      | 1:1      |
| 4/18 березня 2009          |              |                             |          |          |
| Жиліна                     | 1:2          | Слован (Братислава)         | 1:2      | 0:0      |

## 1/2 фіналу
| Команда 1               | Заг. | Команда 2 | 1-й матч | 2-й матч |
| ----------------------- | ---- | --------- | -------- | -------- |
| 22 квітня/5 травня 2009 |      |           |          |          |
| Ружомберок              | 2:4  | Артмедія  | 1:3      | 1:1      |
| Слован (Братислава)     | 1:2  | Кошице    | 0:1      | 1:1      |

## Фінал
| 20 травня 2009 18:15 (EEST) |

| Кошице                              | 3:1      | Артмедія   |
| ----------------------------------- | -------- | ---------- |
| Милинкович 28' Ціцман 56' Новак 69' | Протокол | Горват 47' |

| Народний тренувальний центр, Сенець Глядачів: 1 528 Арбітр: Павел Олшяк |